# 야마구치 모토오미
야마구치 모토오미(山口素臣)는 일본 제국의 육군군인이다. 보병 제3·10여단장, 제5사단장 등을 역임하였다. 최종 계급은 육군 대장 정3위 훈1등 공2급 자작.
야마구치번사 야마모토가 출신으로 후에 야마구치가의 양자로 입적하였다. 보신 전쟁 당시에는 기병대에서 복무하였다.
웨이하이 전투에 전공을 세워 그 해 8월 남작위를 수여받았다. 말년에 육군 대장 군사참의관이 되었으나 사망하여 자작으로 추증, 작위는 양자 주하치(고다마 겐타로의 양사위)가 습작하였다.